# アレブトング県
アレブトング県(アレブトングけん、英語：Alebtong District)はウガンダの北部地域南部の県。
県都はアレブトング。
2014年の人口は22万5327人。

## 地理
- 北：オツケ県
- 東：アムリア県
- 南東：カベラマイド県
- 南：ドコロ県
- 西：リラ県

県都アレブトングは、リラから道なりに約48km東に位置する。

また、首都カンパラから道なりに約285km北に位置する。

## 歴史
2010年、リラ県の中部を割いて新設された。

## 人口
- 1991年：11万2584人
- 2002年：16万3047人
- 2014年：22万5327人[7]